# Enterosora enterosoroides
Enterosora enterosoroides là một loài dương xỉ trong họ Polypodiaceae. Loài này được Christ A. Rojas mô tả khoa học đầu tiên năm 2006.